# Ámame en cámara lenta
Ámame en cámara lenta, una canción de Valeria Lynch. Fue publicada originalmente en el álbum Sin Fronteras, editado por "RCA Victor" en 1986. Posteriormente, fue incluido en el álbum Antología en 2001.
La canción es superventas, con reconocimientos de multiplatino en distintos países de Latinoamérica. 
El 23 de abril de 1988, Ámame en cámara lenta alcanza la posición 28 en el top Latino Billboard de Estados Unidos como él simples más vendido. 
En 1986 la radio referencia del género del rock, FM Rock and Pop realizó la encuesta anual para entregar los premios a la producción discográfica. Entre ellos se encontraba la canción del año, muchos críticos de rock se aventuraron a decir que la canción sería de Soda Stereo, Virus, Rolling Stones, Baglietto, Fito Páez o Charly García. La votación fue del público y el tema escogido fue «Ámame en cámara lenta».
Lynch confesó que es una de las canciones más pedidas y  que a la gente le gusta tanto que es imposible sacarla de su repertorio.
El 8 de mayo de 2016, Valeria se presenta en Uruguay cantando la canción con la murga Patos Cabreros. 

La letra fue escrita en coautoría con Paz Martínez y Juan José Novaira. La canción también fue con grabada con Valeria Lynch y el propio Paz Martínez.
La canción también fue grabada por los artistas Olga Tañón y  Cano Estremera.